# Epeorus margarita
Epeorus margarita is een haft uit de familie Heptageniidae. De wetenschappelijke naam van de soort is voor het eerst geldig gepubliceerd in 1964 door Edmunds & Allen.
De soort komt voor in het Nearctisch gebied.